# Adaptacje filmowe dramatu Hamlet

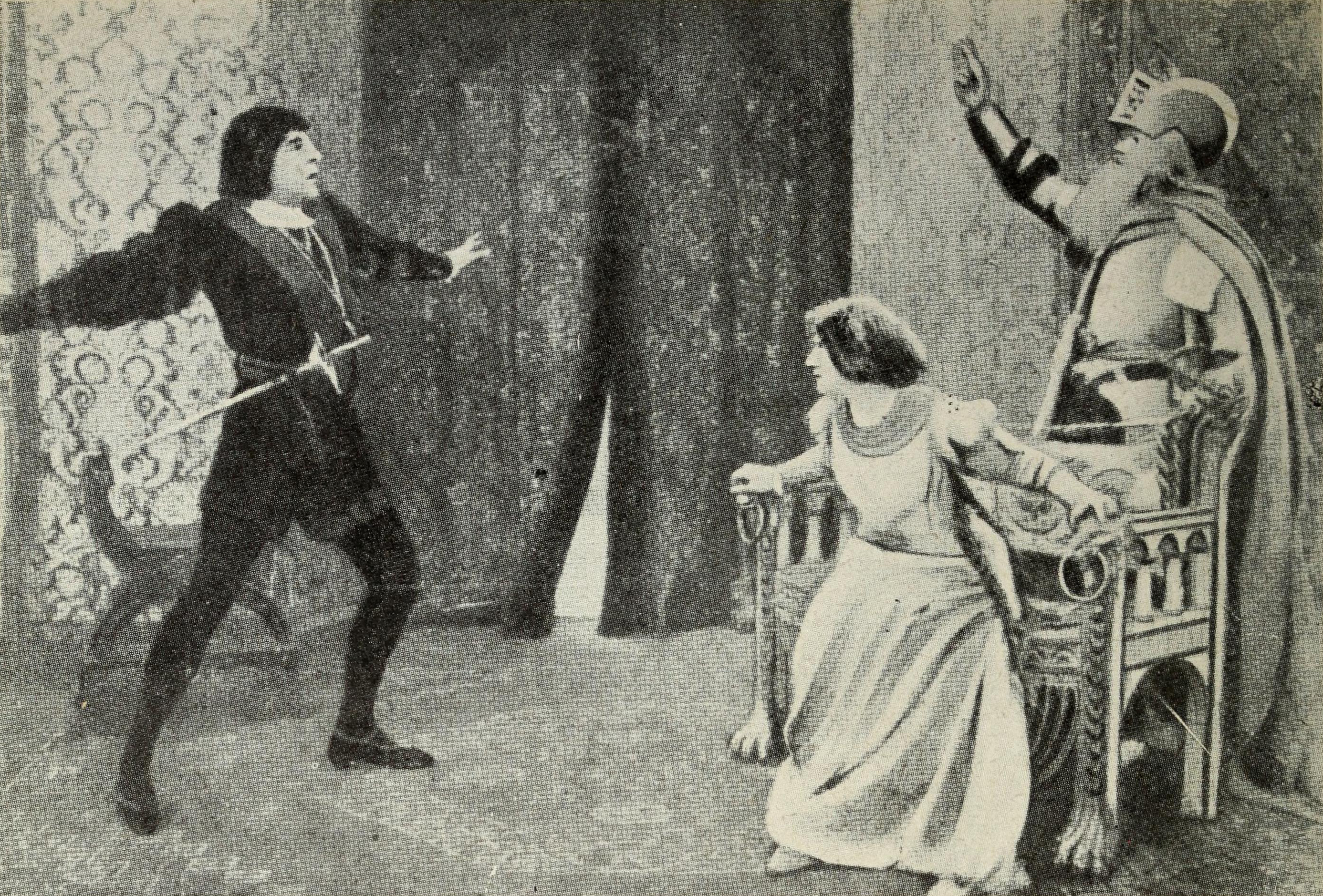
Adaptacja filmowa dramatu Hamlet

Adaptacje filmowe dramatu Hamlet – od 1900 roku powstało ponad 50 różnych adaptacji filmowych dramatu Williama Szekspira pt. Hamlet.

## Wybrane ekranizacje
- Hamlet – film z 1948 roku z Laurence'em Olivierem
- Hamlet – film z 1964 roku w reżyserii Grigorija Kozincewa
- Richard Burton's Hamlet – film z 1964 roku
- Hamlet – film z 1969 z Nicolem Williamsonem w roli Hamleta i Anthonym Hopkinsem w roli Klaudiusza
- Hamlet – film z 1990 roku w reżyserii Franka Zeffirellego z Melem Gibsonem w roli głównej
- Hamlet – film z 1996 roku w reżyserii Kennetha Branagha będący adaptacją pełnego tekstu dramatu
- Hamlet – film z 2000 roku w reżyserii Michaela Almereydy z Ethanem Hawkiem w roli głównej
- Hamlet - film z 2009 roku